# Raluca Ciocârlan
Raluca Blejușcă (fostă Ciocârlan) (n. 27 august 1986, Alba Iulia, Alba, România) este o cântăreață română de muzică pop, cunoscută sub numele de Raluca Angel.
Alături de Monica Ene a făcut parte din duo-ul Angels, cu care a lansat mai multe albume. Din 2002 se dedică unei cariere solo și lansează un prim album, numit Orașul cu îngeri.

## Album solo
- Orașul cu îngeri (2004)